# To the Moon and Back
"To the Moon and Back" és el segon senzill de Savage Garden, àlbum de debut de Savage Garden. Es va publicar el 1996 al seu país i el 1997 internacionalment.

## Informació
El senzill va esdevenir el primer número u del grup al seu país, però contràriament, a la resta del món no va superar les expectatives creades després de l'èxit aconseguit pel seu senzill de debut "I Want You". Posteriorment, l'espectacular èxit aconseguit pel tercer senzill de l'àlbum, "Truly Madly Deeply", va provocar que la discogràfica tornés a llançar el senzill però una reedició més curta que va tenir l'èxit esperat inicialment. Per exemple, al Regne Unit no havia entrat ni en el Top 50 i després va debutar a la tercera posició. Això va permetre fer una nova versió del primer senzill titulada "I Want You '98".
El grup va editar un total de cinc videoclips per "To the Moon and Back". Primer va gravar una versió per Austràlia en blanc i negre en format 4:3, després dues als Estats Units, una per cada edició llançada, en color i format 16:9, i finalment dues més per la resta del món.

## Llista de cançons
| Senzill CD1 (1997) 1. "To the Moon and Back" (edició curta) − 4:13 2. "To the Moon and Back" (versió àlbum) − 5:41 3. "To the Moon and Back" (Hani's Num Club Mix) − 9:18 4. "Memories Are Designed to Fade" − 3:39 Senzill CD2 (1997) 1. "To the Moon and Back" (versió àlbum) – 5:41 2. "To the Moon and Back" (Hani's Num Radio Edit) – 3:57 3. "To the Moon and Back" (Escape Into Hyperspace) – 4:39 4. "All Around Me" – 4:11 Casset (1997) 1. "To the Moon and Back" − 5:41 2. "Memories Are Designed to Fade" − 3:39 Senzill CD1 (1998) 1. "To the Moon and Back" – 5:41 2. "To the Moon and Back" (Almighty Radio Edit) – 4:05 3. "Truly Madly Deeply" (versió karaoke) – 4:38 Senzill CD2 (1998) 1. "To the Moon and Back" (edició ràdio 1998) – 3:44 2. "To the Moon and Back" (Almighty Fired Up Mix) – 6:16 3. "To the Moon and Back" (Almighty Definitive Mix) – 6:09 Casset (1998) 1. "To the Moon and Back" − 5:41 2. "To the Moon and Back" (Almighty Radio Edit) – 4:05 CD (2004) 1. "To the Moon and Back" (Almighty Club Class Radio Edit) – 3:52 A 2. "To the Moon and Back" (Almighty Club Class Mix) – 8:06 A 3. "To the Moon and Back" (Almighty Club Class Dub) – 7:09 A 4. "To the Moon and Back" (Almighty Transensual Mix) – 6:12 A 5. "To the Moon and Back" (Almighty Fired Up Mix) – 6:51 6. "To the Moon and Back" (Almighty Definitive Mix) – 6:32 7. "Affirmation" (Almighty 2004 Anthem Mix) – 7:13 A 8. "Affirmation" (Almighty Bangin' Mix) – 10:45 9. "Affirmation" (Almighty Mix) – 8:20 10. "Hold Me" (Almighty Mix) – 9:14 B | Senzill CD1 (1997) 1. "To the Moon and Back" (edició llarga) − 5:41 2. "Memories Are Designed to Fade" − 3:39 Senzill CD2 (1997) 1. "To the Moon and Back" (edició curta) – 4:13 2. "To the Moon and Back" – 5:41 3. "To the Moon and Back" (Hani's Num Radio Edit) – 3:57 4. "To the Moon and Back" (Escape Into Hyperspace) – 4:39 5. "Memories Are Designed to Fade" − 3:39 Senzill CD1 (1998) 1. "To the Moon and Back" (edició ràdio 1998) – 3:42 2. "To the Moon and Back" (7" Almighty Mix) – 3:48 Senzill CD2 (1998) 1. "To the Moon and Back" (edició ràdio 1998) – 3:42 2. "To the Moon and Back" (7" Almighty Mix) – 3:48 3. "To the Moon and Back" (Almighty Fired Up Mix) – 6:16 4. "To the Moon and Back" (Almighty Definitive Mix) – 6:09 1. "To the Moon and Back" (edició ràdio) – 4:32 2. "Santa Monica" – 3:52 3. "Memories Are Designed to Fade" – 3:39 4. "To the Moon and Back" – 5:41 1. "To the Moon and Back" (versió ràdio) – 4:32 2. "To the Moon and Back" (Hani's Num Radio Edit) – 3:57 3. "To the Moon and Back" (Hani's Num Club Mix) – 9:18 4. "To the Moon and Back" (Hani's Num Dub) – 5:15 5. "To the Moon and Back" (Escape Into Hyperspace) – 4:39 Senzill CD1 1. "To the Moon and Back" (edició llarga) – 5:41 2. "Memories Are Designed to Fade" – 3:39 Senzill CD2 1. "To the Moon and Back" (edició ràdio) – 4:32 2. "To the Moon and Back" (Hani's Num Radio Edit) – 3:57 3. "To the Moon and Back" (Hani's Num Club Mix) – 9:18 4. "To the Moon and Back" (Hani's Num Dub) – 5:15 5. "To the Moon and Back" (Escape into Hyper Space) – 4:39 |

- Nota A:  Remescla.
- Nota B:  Mescla no publicada prèviament.

## Posicions en llista
| Llista (1996/1997)             | Posició |
| ------------------------------ | ------- |
| Alemanya                       | 14      |
| Austràlia                      | 1       |
| Canadà                         | 11      |
| França                         | 11      |
| Nova Zelanda                   | 4       |
| Regne Unit                     | 3       |
| Estats Units Billboard Hot 100 | 3       |